# 大城眞順
大城 眞順（おおしろ しんじゅん、1927年10月5日 - 2016年2月18日）は、日本の政治家。沖縄返還前の琉球政府では立法院議員として活動し、復帰後には衆議院議員（1期）、参議院議員（2期）を務めた。

## 略歴
1965年の琉球政府の第7回立法院議員総選挙で第26区より当選。
1968年の第8回立法院議員総選挙で再選。
1979年10月7日の第35回衆議院議員総選挙に沖縄県全県区に自由民主党から出馬し、初当選。四十日抗争では田中派として大平正芳に投票。
1980年の第36回衆議院議員総選挙で落選。
1980年の喜屋武眞榮の任期途中での沖縄県知事選出馬に伴う第12回参議院議員通常選挙の沖縄県選挙区補欠選挙で自由民主党から出馬し、初当選。
1983年の第2次中曽根内閣で沖縄開発政務次官に就任。1984年の第2次中曽根内閣 (第1次改造)でも留任。
1986年の第14回参議院議員通常選挙で再選。
1992年の第16回参議院議員通常選挙で3期目を目指したが沖縄社会大衆党の島袋宗康に341票差で敗れ落選。
1995年の第17回参議院議員通常選挙で返り咲きを狙うも前沖縄県議会議員で社会党・公明党・沖縄社会大衆党推薦の照屋寛徳に敗れ落選。
1997年、勲二等旭日重光章受章。
1998年、那覇市政功労者。
2001年、稲嶺恵一知事から沖縄県功労者表彰を受ける。
2016年2月18日午前0時2分、老衰のため那覇市の病院で死去。88歳没。叙正四位。

## その他
- 1992年の第16回参議院議員通常選挙の落選は琉球新報の1992年（平成4年）「沖縄県内十大ニュース」に選ばれている[8]。

## 元秘書
- 呉屋宏（沖縄県議会議員）

## 著書
- 『ふるさとの心ー幾世かけて大城真順』（真世会、1985年11月）